# Krîlos, Halîci
Krîlos (în ucraineană Крилос) este o comună în raionul Halîci, regiunea Ivano-Frankivsk, Ucraina, formată numai din satul de reședință.

## Demografie
Componența lingvistică a comunei Krîlos
     Ucraineană (99,88%)
     Alte limbi (0,12%)
Conform recensământului din 2001, majoritatea populației comunei Krîlos era vorbitoare de ucraineană (99,88%), existând în minoritate și vorbitori de alte limbi.

## Legături externe
- pl Kryłoś în Dicționarul geografic al Regatului Poloniei și al altor țări slave, volum IV (Kęs — Kutno) anul 1883